# Franz Poenitz
Franz Poenitz   (Biskupiec, 17 d'agost de 1850 - Berlín, 19 de març de 1912) va ser un compositor i arpista alemany.
Va ser deixeble de Ludwig Grimm, i a l'edat de set anys es presentà per primera vegada en públic, aconseguint un èxit extraordinari, que confirmà en concerts successius, ingressant el 1866 en l'Orquestra Reial. Va publicar composicions per a arpa, un Quartet per a instruments d'arc, una Simfonietta, etc., deguent-se'li, a més, l'òpera Kleopatra.

## Obres (selecció)
- Op. 20 Elegia per a violoncel, violí i arpa
- Op. 21 Melodia en to popular (G major) per a violí i piano
- Op. 22 Pau a Jesús, himne amb òrgan
- Op. 23 Idil·l per a violí i harmònium
- Op. 24 Dansa de la mort dels Willys per a arpa
- Op. 25 Tres poemes per a veu i harmònium
- Op. 26 Dues peces de saló per a violí i arpa
- Op. 27 Romanç italià (Major Major) per a Arpa
- Op. 28 El pescador de cançó i arpa
- op. 29 Tres peces fàcils per a l'arpa
- op. 30 El 13è salmo de David per a cançó i arpa
- Op. 31 Somni al bosc, melodia (E major) per a violí i harmònium
- op. 32 Sinfonietta, en menor per a harmònium, violí i violoncel
- op. 33 Nòrdica Ballad, Es minor per a arpa
- Op. 34 Cançó dels pelegrins per a cor femení i harmònium
- 35 Els pardals, cançó per a tres veus femenines
- op. 36 Morgengruß, himne de cançó i harmònium
- 37 Little song song (G major) per a harmònium
- 38 Gnome Dance (G minor) per a violí i piano
- 39 himne per a harmònium
- Op. 40 Cançó catalana (G major) per a harmònium
- Op. 41 Memòries del fiord de Hardanger per a harmònium
- Op. 42 Märchen (G flat major), solista per a arpa
- Op. 43 Defiance
- Op. 44 Salut de pau (F major) per a trompeta i harmònium
- Op. 45 Fantasia (B menor) per a Arpa
- Opus 47 Bethlehem per a Harmonium
- 48 A la memòria / Els ulls de primavera blau amb harmònium
- op. 49 sobresurt al mar la pedra rúnica amb harmònium
- 50 Pot estimar el crit amb harmònium
- Op. 51 Leander amb harmònium
- Op. 52 Gavotte / Minuet per a harmònium i violí
- Op. 53: No expliqueu a ningú sobre harmònium
- 54 us trobaré amb Harmonium
- Op. 55 Sol amb harmònium
- 56 Tres genets amb harmònium
- Op. 57 En el vostre amor / mil vegades amb harmònium
- 59 A la meva mare amb harmònium
- Op. 65 Fantasia per a 2 arpes
- Op. 67 Oració per a l'arpa
- 68 sona de l'Alhambra per a arpa
- Op. 69 Trouvère, peça de saló per a arpa
- Op. 73 Capriccio per a clarinet i arpa
- 74 Vineta, Fantasia per a orquestra gran amb arpa
- Op. 75 Spooky gavotte per a 2 arpes
- 76 sons del advent, preludi de l'arpa
- 77, Evening Peace i Nocturne for Harp
- Op. 78, broma de màscara per a arpa
- 79 a la platja, fantasia per a violí i arpa
- Op. 80 Viking, Fantasia en menor per a 2 arpes.